# محاصره قلعه توئیشی
محاصره قلعه توئیشی (به ژاپنی: 砥石崩れ, Toishi kuzure)، در جریان کمپین تاکدا شینگن برای تصرف ولایت شینانو اتفاق افتاد.
ارتش او به رهبری سانادا یوکیتاکا، در سال ۱۵۵۰ محاصره قلعه را آغاز کرد. ارباب مدافع، موراکامی یوشیکیو، تا سال بعد مقاومت کرد اما پادگان او متحمل بیش از ۱۰۰۰ تلفات شد و در نهایت مجبور به تسلیم شد.